# Corybas simbuensis
Corybas simbuensis är en orkidéart som beskrevs av Pieter van Royen. Corybas simbuensis ingår i släktet Corybas, och familjen orkidéer. Inga underarter finns listade i Catalogue of Life.